# Wirtschaftsdiplomschule
Die Wirtschaftsdiplomschule (WDS) war eine Schulform im Kanton Aargau der Schweiz.
Die Schule war eine Vorbereitung auf einen kaufmännischen Beruf.
Sie verband eine kaufmännische Grundausbildung mit einer breiten Allgemeinbildung und bereitete die Studierenden sowohl auf die berufliche Praxis als auch auf weiterführende Ausbildungsgänge vor.
Das Abschlussdiplom, Handelsdiplom genannt, ist dem kaufmännischen Lehrabschluss gleichgestellt, qualifiziert aber auch zum Besuch verschiedener Höherer Fachschulen und Fachhochschulen, ist jedoch keine Maturität und damit auch keine Studienberechtigung an Universitäten.
Die Schule dauerte 3 Jahre. Ein Übertritt von der Bezirksschule war mit einem Notendurchschnitt von 4.4 bei der Abschlussprüfung möglich.
Die Wirtschaftsdiplomschule wurde per Schuljahr 1999/2000, auslaufend bis 2002, abgeschafft und durch die Wirtschaftsmittelschule mit zusätzlicher Berufsmaturität ersetzt.
1999 gab es noch 99 Eintritte in die WDS.
Es gab folgende Wirtschaftsdiplomschulen:
- WDS Aarau, heute WMS der Alten Kantonsschule Aarau[4]
- WDS Baden, heute WMS der Kantonsschule Baden[6]